# Ramirezeiland
Ramirezeiland is een eiland in de regio Patagonië in het zuiden van Chili. De oppervlakte van het eiland is circa 163 km² en het behoort tot de Queen Adelaidearchipel.
Ramirezeiland moet niet verward worden met de Diego Ramírezeilanden.